# 蔡楚生
蔡楚生（1906年1月12日—1968年7月15日），原名蔡通，字茂楚，男，广东潮阳人，中国电影导演。中國人民政治協商會議第一屆全體會議代表，第一、二、三屆全國人大代表。

## 生平
蔡楚生出生于广东潮阳的农民家庭，幼年時隨父親移居上海。
22岁的时候进入电影界，在1934年拍摄了中国第一部获得国际电影奖的故事片《漁光曲》。之后有《王老五》、《迷途的羔羊》等作品，多为反映被帝国主义所压迫的半殖民地社会的民众的现实的悲剧。曾與阮玲玉有過一段恋情，但因當時已有家室選擇了退卻。
抗日战争期间蔡楚生从重庆迁至香港，拍摄了一些抗战爱国电影。战争结束后，在上海制作了《一江春水向東流》。
文化大革命期間遭批斗，脸上被涂墨汁。后于1968年夏天去世。

## 獎項
- 1935年2月21日，電影作品《漁光曲》在第1屆莫斯科電影節上獲得「榮譽獎」。
- 1995年12月27日，在办了纪念世界电影诞生100周年，中国电影诞生90周年的活動中，蔡楚生獲中国电影世纪奖。

## 電影作品

### 導演
- 1932年：《南国之春》、《共赴国难》、《粉红色的梦》
- 1933年：《都会的早晨》
- 1934年：《漁光曲》、《新女性》
- 1936年：《迷途的羔羊》
- 1937年：《王老五》、《联华交响曲．八：小五义》
- 1939年：《孤岛天堂》
- 1941年：《前程万里》
- 1947年：《一江春水向东流》
- 1962年：《南海潮》（上集）

| - 1928年：《奇女子》 - 1929年：《战地小同胞》 - 1930年：《碎琴楼》 - 1931年：《红泪影》 - 1929年：《无敌英雄》 - 1933年：《春潮》 - 1934年：《飞花村》 - 1937年：《艺海风光．三：歌舞班》、《联华交响曲．一：两毛钱》 - 1938年：《血溅宝山城》 - 1941年：《正气歌》 | - 1950年：《珠江泪》 - 1951年：《羊城恨史》 - 1927年：《呆运》 - 1928年：《海外奇缘》（飾：霍基） - 1929年：《女伶复仇记》（飾：蔡久芗）、《热血男儿》、《无敌英雄》 - 1930年：《桃花湖》 - 1931年：《银汉双星》、《杀人的小姐》 |

## 文章
- 〈对分镜头剧本和文学剧本的一些看法〉
- 〈创作四题〉

## 出版物
- 《蔡楚生文集》（全四册），蔡小雲等主編，中国广播电视出版社，2006.02。（ISBN 9787504349316）
- 《蔡楚生研究文集》，王人殷主編，中国电影出版社，2006。（ISBN 9787106024246）